# 頼恭
頼 恭（らい きょう、生没年不詳）は、中国後漢末期から三国時代の政治家。蜀漢に仕えた。荊州零陵郡の人。子は頼広。

## 人物
頼恭は後漢末の荊楚の名族であり、元は荊州刺史の劉表に仕えていた。
交州刺史の張津が異民族の反乱で殺害されると、劉表から後任の刺史として任命された。また同時期に蒼梧太守も死亡したため、長沙太守の呉巨が後任の太守に任じられている。その一方で、交阯太守であった士燮が事実上後任の刺史となっていたため、頼恭は交州の州治の交阯郡に赴くことができず、仕方なく呉巨の元に留まることとなった。
勇猛として知られていた呉巨であったが、頼恭は武人であった彼の指揮下に置かれる事を良しとせず、不満を懐き反目した。劉表の死後、呉巨に追い出されて零陵へ戻っている。
その後は荊州南部を支配した劉備の指揮下に入り、鎮遠将軍に任命された。
建安24年（219年）秋、多くの群臣と共に劉備を漢中王に推挙。劉備が王となると、黄柱や王謀とともに九卿（太常）に任命された。また翌年には諸葛亮・糜竺・許靖・黄柱・王謀と共に、劉備に即位を促す勧進文を送った。
建興元年（223年）、劉禅が即位すると、母親の甘夫人について諸葛亮らと共に諡号の検討を行い、棺を劉備と共に合葬した。
このように高位に就き朝政に深く関わっていたが、陳寿による『三国志』の編纂が行われた時代には、史料が散失していたため立伝されなかった。
呉の薛綜は孫権に宛てた書簡の中で、頼恭の人柄を「年配で仁愛があり慎み深い人間であったが、時事には通じていなかった」と評している。
子の頼広は丞相西曹令史となり、諸葛亮に随行して漢中に出征したが、若死にした。諸葛亮はその死を大変惜しみ、留府長史の張裔・蔣琬に手紙を送って「令史の頼広と掾属の楊顒を失い、朝廷にとって重大な損失である」と語った。